# Batrachoseps gregarius
Batrachoseps gregarius é uma espécie de salamandra da família Plethodontidae.
É endémica dos Estados Unidos.
Os seus habitats naturais são: florestas temperadas e campos de gramíneas de clima temperado.